# Alena V. Ledeneva
Alena V. Ledeneva (n. 1964, Novosibirsk, Rusia) este profesor de politici și societate la School of Slavonic and East European Studies (SSEES), University College London (UCL). Este cunoscută pentru studiul fenomenului blat, corupție și practici informale în Rusia .

## Educație și repere profesionale
A studiat științe economice la Universitatea Novosibirsk (1986) precum și teorii politice și sociale la Universitatea din Cambridge (Newnham College, M.Phil.1992; Ph.D.1996). A ocupat poziții de cercetare la nivel postdoctoral în cadrul următoarelor instituții: Universitatea din Cambridge (1996-1999) - Postdoctoral Research Fellow la New Hall College; Universitatea Harvard (2005) - Senior Fellow la Davis Center; Universitatea din Manchester (2006) - Simon Professor;  Sciences Po, Paris (2010) - Visiting Professor și Institute of Advanced Studies, Paris (2013-2014) - Visiting Professor. Este membră a Grupului de Discuții Valdai. În prezent, Alena Ledeneva este directorul pilonului de cercetare al UCL din programul ANTICORRP (Anticorruption Policies Revisited: Global Trends and European Responses to the Challenge of Corruption) – cel mai mare program de cercetare finanțat de Comisia Europeană până în prezent .

## Cercetare
Alena Ledeneva este expert în probleme de guvernare globală, corupția în Rusia, economie informală, infracțiuni economice, practici informale în zona corporativă, rolul retelelor și studiul fenomenului nepotismului.
În prima sa carte, "Russia's Economy of Favours: Blat, Networking and Informal Exchange", Ledeneva examinează fenomenul numit blat pe care îl definește ca fiind - uzul informal de contacte și rețele personale pentru a obține bunuri și servicii în cadrul sistemului raționalizat din Rusia Sovietică. În acest volum, Ledeneva analizează blatul din punct de vedere istoric, socio-economic și cultural, dar și implicațiile și evoluția sa în context post-sovietic. Ea arată că deși sistemul politic și condițiile economice s-au schimbat dramatic după dezmembrarea Uniunii Sovietice, blatul a continuat să existe. Această practică socială este crucială pentru analiza problemelor sociale, economice și infracționale care au avut impact asupra economiei de piață în Rusia post-Sovietică.
În "How Russia Really Works" Ledeneva explorează practici tipice zonelor politice, de afaceri, media și juridice din Rusia anilor 90 - de la firme angajate să genereze publicitate negativă, inventarea de scheme de taxare noi și practici 'alternative' pentru a asigura respectarea contractelor economice și juridice. Ledeneva arată că aceste practici dovedesc inteligență, creativitate și capacitate de rezistență, putând susține dar și ataca instituțiile formale, în mod simultan.
În cea mai recentă carte, "Can Russia Modernise?"  Ledeneva descrie tipurile de rețele care creează Sistema - sistemul de guvernare informală din Rusia. Cartea propune o teorie a guvernării bazată pe rețele care relativizează semnificația structurilor formale, verticale și mecanismelor ierarhice de luare a deciziilor.

## Publicații
- Russia’s Economy of Favours (Cambridge University Press, 1998)
- How Russia Really Works (Cornell University Press, 2006)
- Can Russia Modernise? Sistema, Power Networks and Informal Governance (Cambridge University Press, 2013)
- The Global Encyclopaedia of Informality, Volume 1 (Open access) (UCL Press, 2018)
- The Global Encyclopaedia of Informality, Volume 2 (Open access) (UCL Press, 2018)
- The Global Encyclopaedia of Informality, Volume 3 (Open access) (UCL Press, 2024)

## Artă
Prima expoziție solo - „The System Made Me Do It” - a avut loc în 2024. 